# Be Our Guest
«Be Our Guest» (с англ. — «Будь нашим гостем») — песня, написанная лириком Ховардом Эшманом и композитором Аланом Менкеном для 30-го анимационного фильма Walt Disney Pictures «Красавица и Чудовище» (1991). Записанная американским актёром Джерри Орбахом и английской актрисой Анжелой Лэнсбери в роли Люмьера и миссис Поттс соответственно, «Be Our Guest» — это масштабный бродвейский музыкальный номер, действие которого происходит в первой половине «Красавицы и Чудовища» в исполнении персонала замка из заколдованных предметов в тщательно продуманной попытке приветствовать Белль. Изначально Менкен планировал, что мелодия «Be Our Guest» будет временной, но в конечном итоге не смог составить удовлетворительную мелодию, на которую можно было бы её заменить. Первоначально песня предназначалась для отца Белль Мориса. Однако, по мере развития сюжета, песню пришлось полностью переписать, чтобы сосредоточить внимание на Белль.
«Be Our Guest» получила всеобщее признание как со стороны кинокритиков, так и со стороны музыкальных критиков, которые, кроме дублирования песни, похвалили её броскость и вокальное исполнение Орбаха, приветствуя беспрецедентное использование в сцене компьютерных изображений. «Be Our Guest» с тех пор превозносится как одна из самых знаменитых и популярных песен Disney, зарекомендовавшая себя как одна из величайших и самых знаковых песен студии. «Be Our Guest» была номинирована на «Золотой глобус», и «Оскар» за лучшую оригинальную песню, и была исполнена Орбахом вживую на 64-й церемонии вручения премии «Оскар», в конечном итоге проиграв обе награды заглавной песне фильма. «Be Our Guest» заняла высокие места в нескольких списках обратного отсчета «лучших песен Disney», получив признание IGN, журнала M и Американского института киноискусства. Disney также использовал эту песню в бродвейской музыкальной адаптации и римейке фильма 2017 года «Красавицы и Чудовища». Название песни было использовано в ресторане Be Our Guest Restaurant в Волшебном королевстве и в качестве слогана для продвижения фильма 2017 года. Песня была спародирована в эпизоде «Симпсонов» и в фильме «Южный Парк: Большой, длинный, необрезанный».

## Происхождение
Изначально «Красавица и Чудовище» под руководством Ричарда Пурдума не задумывался как мюзикл. Тогдашний руководитель студии Джеффри Катценберг принял решение превратить фильм в мюзикл в бродвейском стиле, похожий на «Русалочку» (1989), предыдущий анимационный фильм Disney, после того, как он, недовольный первоначальной сюжетной лентой фильма, приказал снять фильм и перезапустить с нуля. В результате Пурдум ушёл в отставку, и его заменили начинающие режиссёры художественных фильмов Кирк Уайз и Гари Труздейл.
После успеха «Русалочки», получившего премию «Оскар», Катценберг попросил дуэт авторов песен «Русалочки» Ховарда Эшмана и Алана Менкена написать песни для «Красавицы и Чудовища». Сначала Эшман, который в то время писал вместе с Менкеном песни для недавно выдвинутой идеи другого фильма Disney под названием «Аладдин» (1992), не хотел присоединяться к кинопроекту, который испытывал трудности, но в конце концов согласился.
В музыкальном плане «Be Our Guest» основана на простой мелодии, сочиненной Менкеном, который изначально не собирался использовать её как нечто большее, чем просто «пустышку». Спев мелодию и представив её соавтору Эшману, Менкен обнаружил, что он не может придумать мелодию, способную превзойти «ту глупую музыкальную пьесу, которую я написал изначально, потому что она была в самый раз». Впоследствии Эшман написал слова песни.
Первоначально создатели фильма планировали, что «Be Our Guest» будет исполнена Люмьером дезориентированному отцу Белль Морису, когда персонаж впервые обнаруживает замок Чудовища. По словам сорежиссёра Гари Труздейла, «песня уже была записана, и последовательность была частично анимирована, когда мы решили, что было бы более значимым, если бы она была направлена на Белль», потому что «она является одним из двух главных героев, и сюжет вращается вокруг её прихода в замок». Следовательно, песню пришлось переписать, а всю сцену переанимировать. Труздейл объяснил: «Мы должны были вернуть в студию Джерри Орбаха и всех других вокальных талантов, чтобы изменить все упоминания пола, который присутствовал в оригинальной записи».

## Критика
Песня получила признание критиков и почти единодушно положительные отзывы как от кино, так и от музыкальных критиков. Дженни Пунтер из The Globe and Mail назвала песню «ошеломительной».